# Crocidolomia
Crocidolomia is een geslacht van vlinders van de familie van de grasmotten (Crambidae), uit de onderfamilie van de Glaphyriinae. De wetenschappelijke naam en de beschrijving van dit geslacht werden voor het eerst in 1852 gepubliceerd door Philipp Christoph Zeller. 

## Soorten
- C. luteolalis Hampson, 1893
- C. pavonana (Fabricius, 1794)
- C. subhirsutalis Schaus, 1927
- C. suffusalis (Hampson, 1891)